# Una Merkel
Una Merkel (Covington, 10 de dezembro de 1903 - Los Angeles, 2 de janeiro de 1986), foi uma atriz dos Estados Unidos.

## Vida pessoal
Em 5 de março de 1945, Merkel quase foi morta quando sua mãe Bessie, com quem ela dividia um apartamento na cidade de Nova York, morreu suicidando-se com gás. Merkel foi surpreendida pelos cinco jatos de gás que sua mãe ligou na cozinha e foi encontrada inconsciente em seu quarto.
Em 4 de março de 1952, quase sete anos depois da morte de sua mãe, Merkel teve uma overdose de pílulas para dormir. Ela foi encontrada inconsciente por uma enfermeira que cuidava dela na época e permaneceu em coma por um dia antes de se recuperar.
Merkel foi uma metodista ao longo da vida.

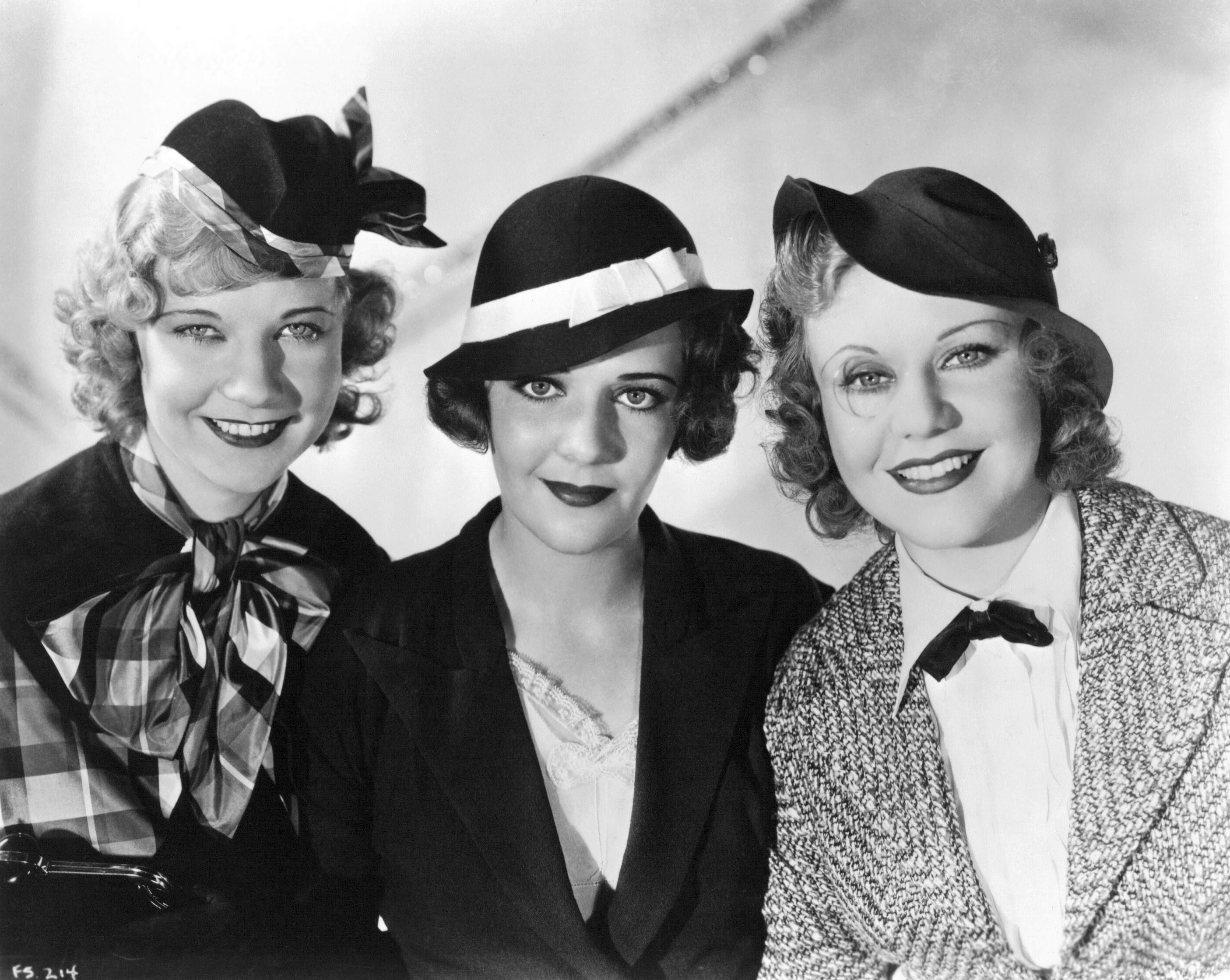
Una Merkel, Ruby Keeler e Ginger Rogers na 42nd Street (1933)

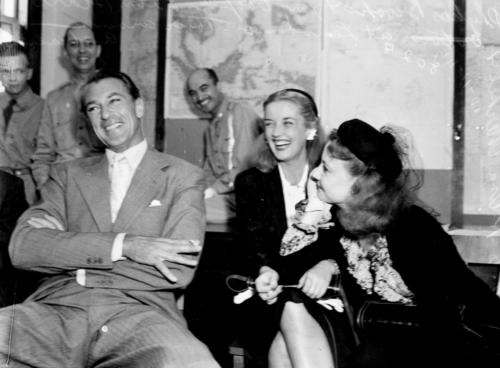
Una Merkel (à direita) com Phyllis Brooks e Gary Cooper em uma coletiva de imprensa em Brisbane a caminho de entreter as tropas (1943)

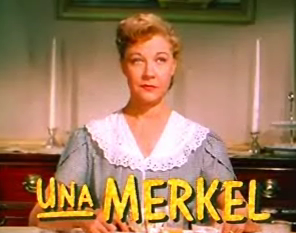
Como Mom Schneider em I Love Melvin (1953)

### Casamento
Merkel foi casada uma vez e não teve filhos. Ela se casou com o executivo da aviação norte-americana Ronald L. Burla em 1932. Eles se separaram em abril de 1944. Merkel pediu o divórcio em 19 de dezembro de 1946 em Miami, e foi concedido em março de 1947.

## Morte
Em 2 de janeiro de 1986, Merkel morreu em Los Angeles aos 82 anos.

## Filmografia
Para filmes de TV, consulte a seção de créditos de televisão.
| Ano  | Titulo                          | Papel                   |
| ---- | ------------------------------- | ----------------------- |
| 1923 | Love's Old Sweet Song           |                         |
| 1924 | The Fifth Horseman              | Dorothy                 |
| 1930 | Abraham Lincoln                 | Ann Rutledge            |
| 1930 | The Eyes of the World           | Sybil                   |
| 1930 | The Bat Whispers                | Dale Van Gorder         |
| 1931 | Command Performance             | Princess Katerina       |
| 1931 | Don't Bet on Women              | Tallulah Hope           |
| 1931 | Six Cylinder Love               | Margaret Rogers         |
| 1931 | The Maltese Falcon              | Effie Perine            |
| 1931 | Daddy Long Legs                 | Sally McBride           |
| 1931 | The Bargain                     | Etta                    |
| 1931 | Wicked                          | June                    |
| 1931 | The Secret Witness              | Lois Martin             |
| 1931 | Private Lives                   | Sibyl                   |
| 1932 | She Wanted a Millionaire        | Mary Taylor             |
| 1932 | The Impatient Maiden            | Betty Merrick           |
| 1932 | Man Wanted                      | Ruth 'Ruthie' Holman    |
| 1932 | Huddle                          | Thelma                  |
| 1932 | Red-Headed Woman                | Sally                   |
| 1932 | They Call It Sin                | Dixie Dare              |
| 1932 | Men Are Such Fools              | Molly                   |
| 1933 | Whistling in the Dark           | Toby Van Buren          |
| 1933 | The Secret of Madame Blanche    | Ella                    |
| 1933 | 42nd Street                     | Lorraine Fleming        |
| 1933 | Clear All Wires!                | Dolly                   |
| 1933 | Reunion in Vienna               | Ilsa Hinrich            |
| 1933 | Midnight Mary                   | Bunny                   |
| 1933 | Her First Mate                  | Hattie                  |
| 1933 | Broadway to Hollywood           | Flirt in Audience       |
| 1933 | Beauty for Sale                 | Carol Merrick           |
| 1933 | Menu                            | Mrs. Omsk               |
| 1933 | Bombshell                       | Mac                     |
| 1933 | Day of Reckoning                | Mamie                   |
| 1933 | The Women in His Life           | Miss 'Simmy' Simmons    |
| 1934 | This Side of Heaven             | Birdie                  |
| 1934 | Murder in the Private Car       | Georgia Latham          |
| 1934 | Paris Interlude                 | Cassie                  |
| 1934 | The Cat's-Paw                   | Pet Pratt               |
| 1934 | Bulldog Drummond Strikes Back   | Gwen                    |
| 1934 | Have a Heart                    | Joan O'Day              |
| 1934 | The Merry Widow                 | Queen Dolores           |
| 1934 | Evelyn Prentice                 | Amy Drexel              |
| 1935 | Biography of a Bachelor Girl    | Slade Kinnicott         |
| 1935 | The Night Is Young              | Fanni Kerner            |
| 1935 | One New York Night              | Phoebe                  |
| 1935 | Baby Face Harrington            | Millicent               |
| 1935 | Murder in the Fleet             | 'Toots' Timmons         |
| 1935 | Broadway Melody of 1936         | Kitty Corbett           |
| 1935 | It's in the Air                 | Alice Lane Churchill    |
| 1936 | Riffraff                        | Lil Bundt               |
| 1936 | Speed                           | Josephine Sanderson     |
| 1936 | We Went to College              | Susan Standish          |
| 1936 | Born to Dance                   | Jenny Saks              |
| 1937 | Don't Tell the Wife             | Nancy Dorsey            |
| 1937 | The Good Old Soak               | Nellie                  |
| 1937 | Saratoga                        | Fritzi                  |
| 1937 | Checkers                        | Mamie Appleby           |
| 1937 | True Confession                 | Daisy McClure           |
| 1939 | Four Girls in White             | Gertie Robbins          |
| 1939 | Some Like It Hot                | Flo Saunders            |
| 1939 | On Borrowed Time                | Marcia Giles            |
| 1939 | Destry Rides Again              | Lily Belle              |
| 1940 | Comin' Round the Mountain       | Belinda Watters         |
| 1940 | Sandy Gets Her Man              | Nan Clark               |
| 1940 | The Bank Dick                   | Myrtle Sousé            |
| 1941 | Double Date                     | Aunt Elsie Kirkland     |
| 1941 | Road to Zanzibar                | Julia Quimby            |
| 1941 | Cracked Nuts                    | Sharon Knight           |
| 1942 | The Mad Doctor of Market Street | Aunt Margaret Wentworth |
| 1942 | Twin Beds                       | Lydia                   |
| 1943 | This Is the Army                | Rose Dibble             |
| 1943 | Quack Service                   | Daffy                   |
| 1944 | To Heir Is Human                | Una                     |
| 1944 | Sweethearts of the U.S.A.       | Patsy Wilkins           |
| 1947 | It's a Joke, Son!               | Mrs. Magnolia Claghorn  |
| 1948 | The Bride Goes Wild             | Miss Doberly            |
| 1948 | The Man from Texas              | Widow Weeks             |
| 1950 | Kill the Umpire                 | Betty Johnson           |
| 1950 | My Blue Heaven                  | Miss Irma Gilbert       |
| 1950 | Emergency Wedding               | Emma                    |
| 1951 | Rich, Young and Pretty          | Glynnie                 |
| 1951 | A Millionaire for Christy       | Patsy Clifford          |
| 1951 | Golden Girl                     | Mary Ann Crabtree       |
| 1952 | With a Song in My Heart         | Sister Marie            |
| 1952 | The Merry Widow                 | Kitty Riley             |
| 1953 | I Love Melvin                   | Mom Schneider           |
| 1955 | The Kentuckian                  | Sophie Wakefield        |
| 1956 | The Kettles in the Ozarks       | Miss Bedelia Baines     |
| 1956 | Bundle of Joy                   | Mrs. Dugan              |
| 1957 | The Fuzzy Pink Nightgown        | Bertha                  |
| 1958 | The Girl Most Likely            | Mother                  |
| 1959 | The Mating Game                 | Ma Larkin               |
| 1961 | The Parent Trap                 | Verbena                 |
| 1961 | Summer and Smoke                | Mrs. Winemiller         |
| 1963 | Summer Magic                    | Mariah Popham           |
| 1964 | A Tiger Walks                   | Mrs. Watkins            |
| 1966 | Spinout                         | Violet Ranley           |

## Televisão
| Ano       | Titulo                                                  | `Papel                                                       | Notas                               |
| --------- | ------------------------------------------------------- | ------------------------------------------------------------ | ----------------------------------- |
| 1952      | Four Star Playhouse                                     | Rose Barton                                                  | "My Wife Geraldine"                 |
| 1953      | Schlitz Playhouse of Stars                              |                                                              | "Guardian of the Clock"             |
| 1953      | Your Jeweler's Showcase                                 |                                                              | "The Monkey's Paw"                  |
| 1953      | Willys Theatre Presenting Ben Hecht's Tales of the City |                                                              | "Miracle in the Rain"               |
| 1954      | Westinghouse Studio One                                 | Parsis McHugh                                                | "Two Little Minks"                  |
| 1955      | Kraft Television Theatre                                |                                                              | "Trucks Welcome"                    |
| 1956      | Calling Terry Conway                                    | Pearl McGrath                                                | TV filme                            |
| 1957      | Playhouse 90                                            | Louise Hoagland                                              | "The Greer Case"                    |
| 1957      | The Red Skelton Show                                    | Mrs. Van Wyck                                                | "Freddie and the Happy Helper"      |
| 1957      | Climax!                                                 | Maud                                                         | "The Secret of the Red Room"        |
| 1958      | DuPont Show of the Month                                | Aladdin's Mother                                             | "Cole Porter's 'Aladdin'"           |
| 1958      | The United States Steel Hour                            |                                                              | "Flint and Fire"                    |
| 1962      | The Real McCoys                                         | Mrs. Gaylord                                                 | "The New Housekeeper"               |
| 1963      | The Bill Dana Show                                      | Mrs. Hatten                                                  | "The Poker Game"                    |
| 1963–1965 | Burke's Law                                             | Clara Lovelace / Mrs. Thomas Barrett / Miss Samantha Cartier | 3 episódios                         |
| 1964      | The Cara Williams Show                                  | Amelia Hofstetter                                            | "Amelia Hofstetter, Please Go Home" |
| 1964      | Destry                                                  | Granny Farrell                                               | "Law and Order Day"                 |
| 1968      | I Spy                                                   | Aunt Alma                                                    | "Home to Judgment"                  |